# Alhizão Alacdar
Alhizão Alacdar (em árabe: الحزام الأخضر, lit. 'Al Hizam al Akhdar') foi um dos distritos da Líbia. Foi fundado em 2001 com capital em Abiar e segundo censo desse ano havia 85 898 residentes. Em 2002, seu território foi fundido ao de Bengasi.